# IV. Lajos keleti frank király
IV. Lajos vagy Gyermek Lajos (németül: Ludwig IV. das Kind), (893 szeptembere – 911. szeptember 24.) keleti frank király 900-tól haláláig; uralkodása a magyar támadások megindulása mellett egyben a törzshercegségek – lotaringiai, bajor, frank – kialakulásának ideje is, ami egyet jelent az állandósuló belháborúkkal. A fiatal uralkodó a kalandozásokkal csak súlyosbított, a nehéz helyzeten nem tudott változtatni.

## Élete

### Kezdet
Karintiai Arnulf egyetlen törvényes fiaként született. 897-ben tették meg trónörökössé. 900. február 4-én emelték a keleti frank trónra a forchheimi birodalmi gyűlésen, mely tisztséget 911-ig töltötte be. Ugyanebben az évben egy lotaringiai nemesi csoport letaszította a trónról Lajos féltestvérét, Zwentibold királyt, majd Lajost kiáltotta ki uralkodójuknak. Ez a terület 911-ben kimondta leszakadását, és csatlakozott a Nyugati Frank Birodalomhoz.
Kiskorúsága idején Hatto mainzi érsek és III. Salamon konstanzi püspök gyámsága alatt állt. A 901-es regensburgi, a 903-as forchheimi, valamint a 906-os triburi birodalmi gyűléseket a gyermek uralkodó nevében tartották meg. Teljesen független uralkodást a sokat betegeskedő király azonban nem tudott megvalósítani. A nemesség, valamint a püspökök gyűlései folyamatosan hatást gyakoroltak az uralkodóra. A legbefolyásosabb vezetők az időszakban Hatto mainzi érsek és Salamon konstanzi püspök voltak a királyi udvarban. A királyi hatalom ily módon való gyengülése hozzásegítette a hercegségeket, hogy megerősödjenek.
Lajos uralkodásának központját a délnémet területeken rendezte be, így Bajorországban, később Frankföldön.

### Magyarok
A királyi hatalom gyengülését gyorsították a magyarok rendszeres betörései a nyugat-európai területekre. 900-ban Bajorországba, 901-ben Karintiába törtek be. Laibachnál ugyan vereséget szenvedtek, ami azt eredményezi, hogy az előző évben még velük szövetséget vállaló morvák békét kötöttek Lajossal, de ennek már nincs túl nagy jelentősége, a Morva Fejedelemség hamarosan magyar fennhatóság alá került.
903-ban a magyarok újra feldúlták Bajorországot. Hadjárataik ettől kezdve mind mélyebben érintik a birodalom területét. A szláv dalemincekkel szövetségben 906-ban Szászországot zsákmányolták végig.
A királyi hatalom e támadások ellen nem tudott fellépni, egy 600 évvel későbbi írás – a Johannes Aventinus által írt Annales ducum Boiariae (1522) – szerint 907-ben Lajos elrendelte: 

A király a támadással Luitpold őrgrófot, Theotmár salzburgi érseket bízta meg. A pozsonyi csatában serege tragikus vereséget szenvedett. Az Osztrák őrgrófság határa ezzel hosszú időre az Enns folyó vonaláig húzódott vissza.
908-ban Szászország és Türingia, 909-ben Svábföld, 910-ben pedig már négy német hercegség – köztük első ízben Frankföld – volt a magyar kalandozók célpontja. A 16 éves Lajos maga is hadba szállt, de vállalkozása az augsburgi csatavesztéssel végződött. Tíz nappal később Konrád frank herceg is vereséget szenvedett tőlük. A következmények súlyosak voltak: az Enns-határ elfogadása és adó fizetése. 911-ben a magyarok már a Rajnán túli területeket is végigpusztították. Még ebben az évben 18 éves korában meghalt maga Lajos is. Elhunytával a Karolingok német ágának is magva szakadt. Földi maradványait Regensburgban helyezték végső nyugalomra.

### A birodalom neve
Lajos trónra lépésétől kezdve kezd megjelenni a Keleti Frank Birodalom megjelölésére a Németország (Alemannia,Germania) elnevezés.